# Quantico (2.ª temporada)
A segunda temporada de Quantico, uma série de televisão norte-americana de drama e suspense, estreou na noite de 25 de setembro de 2016 na rede de televisão American Broadcasting Company (ABC) e terminou no dia 15 de maio de 2017. A temporada foi produzida pela ABC Studios em associação com a The Mark Gordon Company e a Random Acts Productions, que tinham produzido a primeira temporada da série. Os produtores executivos foram o criador da série Joshua Safran, Mark Gordon, Robert Sertner, Nicholas Pepper e Jorge Zamacona. E os actores Priyanka Chopra, Jake McLaughlin, Aunjanue Ellis, Yasmine Al Massri, Johanna Braddy, Russell Tovey, Pearl Thusi e o Blair Underwood constituíram o elenco regular da temporada.
Em março de 2016, no meio da primeira temporada, a American Broadcasting Company (ABC) anunciou que Quantico ía ser renovada para uma nova temporada que é composta por vinte e dois episódios e que iria ser transmitida durante a temporada televisiva norte-americana de 2016 a 2017. Seguindo o final da primeira temporada, Joshua Safran falou para TV Guide sobre a a linha de tempo da segunda temporada, dizendo que vai focar-se nas éticas de trabalho opostas entre o FBI e a CIA.
A segunda temporada é composta por vinte e dois episódios; que segue a Alex Parrish (Priyanka Chopra), que esta trabalhando infiltrada como recruta da CIA para o FBI, com o objectivo de expor uma facção  não autorizada, a qual eles chamam de AIC. A narrativa passa-se através de duas linhas de tempo até ao décimo terceiro episódio; e este muda entre o presente onde está a confrontar um grupo terrorista que instigou uma crise de reféns na reunião de cúpula do G20 em Nova Iorque, e o passado, onde ela está treinando com os outros recrutas na "Quinta", um campo de treino para os novos agentes da CIA, mostrando assim ligações entre as duas linhas de tempo. A narrativa muda para uma única linha de tempo no décimo quarto episódio, diferente da primeira temporada que continuou até no final.
A temporada estreou no mesmo horário que a primeira temporada mas depois foi movida para as Segundas às 22:00 depois do seu hiato. A temporada foi bem recebida pelos críticos mas com audiências baixas diferente da temporada anterior, com a média de 4.53 milhões de telespectadores. A temporada foi nomeada para dois People's Choice Award e Chopra recebeu o seu segundo People's Choice Awards, desta vez foi para Atriz Favorita numa Série de Drama.

## Produção e desenvolvimento
Em Março de 2016, bem no meio do caminho da primeira temporada, a American Broadcasting Company (ABC) anunciou que Quantico ia ser renovada para a segunda temporada. Seguindo o final da primeira temporada, Joshua Safran falou para a TV Guide sobre a narrativa da segunda temporada, dizendo que ia focar-se nas éticas de trabalho opostas entre o FBI e a CIA, ele disse:
 "A CIA é mais sobre conseguir informações e resolver as coisas antes das mesmas acontecerem antes de se tornarem um problema maior, no entanto o FBI é mais sobre quando surge um problema imediato, eles precisam resolver ou manter sob controlo. Eles trabalham muito bem em conjunto e acredito que isso é algo que Eu nunca tinha visto antes."
Safran disse também que estava planeando fazer com que a temporada fosse mais madura e e misteriosa do que os seu antecessor, para poder minimizar as confusões dos telespectadores. Ele chamou esta temporada mais coesiva e disse que a sua estrutura reflecte a primeira temporada. Numa outra entrevista, ele confirmou que a narrativa da temporada ia ser desenvolvida com mais calma do que a temporada anterior, e disse, "este vai ter poucos flashforwards, mas a maioria será, aquilo que gosto de chamar, o presente". Em uma entrevista com a TVLine, Safran disse que o enredo da série mudaria para uma única linha de tempo depois do décimo quarto episódio; foi a sua intenção depois de se resolver todas as linhas de tempo.

### Filmagens

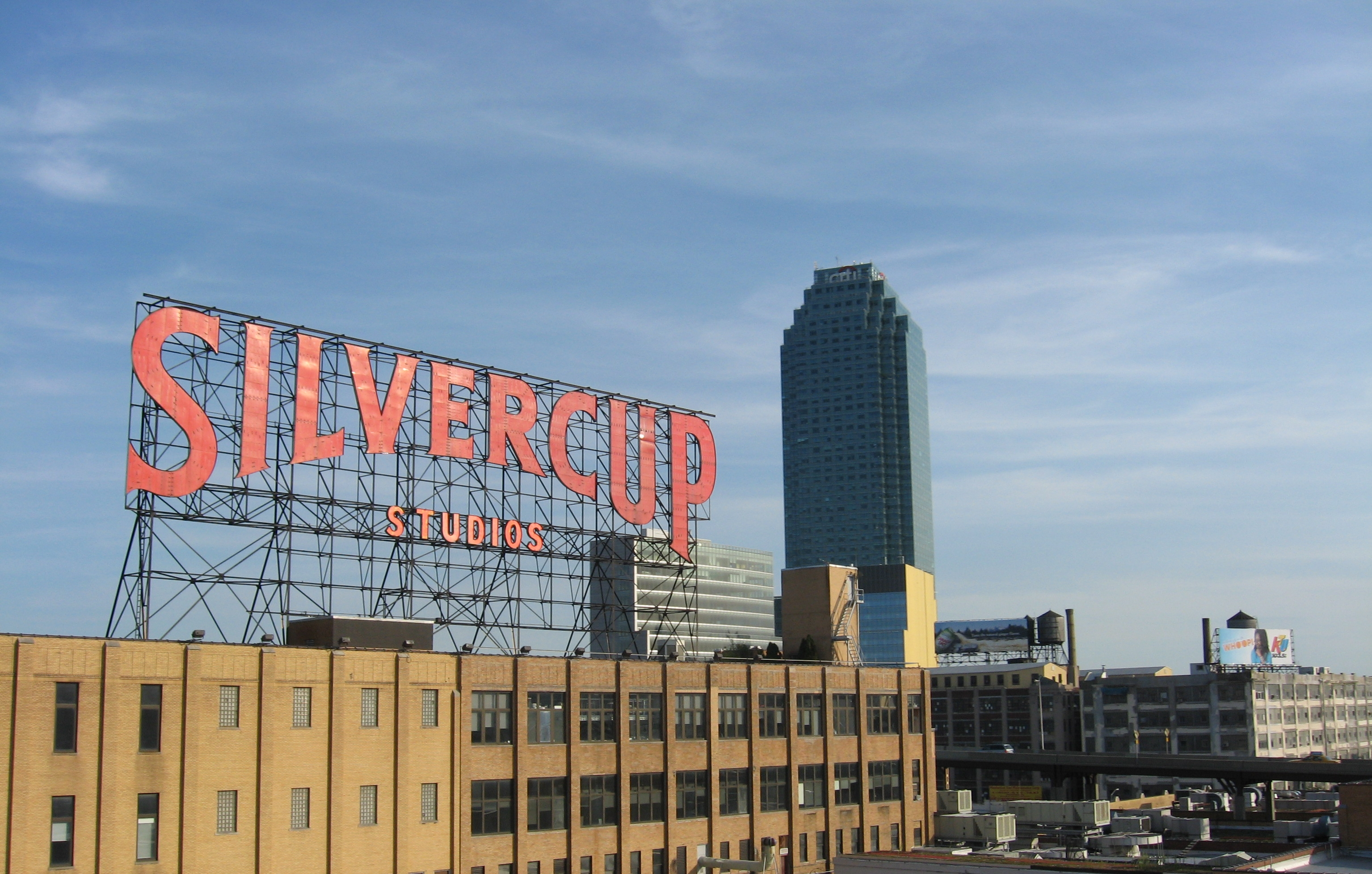
As cenas interiores da segunda temporada foram filmados nos Silvercup Studios.

Para a segunda temporada, a produção da série moveu-se para Nova Iorque como Safran disse que esta era "muito mais uma história de Nova Iorque".A segunda temporada foi filmada nos Silvercup Studios e as cenas exteriores foram filmadas na localidade. As filmagens ocorreram em Nova Iorque, tiveram o seu princípio no dia 13 de Julho de 2016 e terminaram no meio do mês de Março de 2017.

### Equipe
Tal como a anterior esta temporada foi produzida pela ABC Studios em associação com a The Mark Gordon Company e a Random Acts Productions. Colleen Sharp, Nicholas Erasmus e Terilyn A. Shropshire voltaram a desempenhar os papeis de editores. Tambem foram adicionados mais dois editores que são Daniel A. Valverde e Shelby Siegel. Os cinematógrafos da temporada anterior regressaram para esta são eles Anthony Wolberg, Anastas N. Michos e Todd McMullen. Joel J. Richard voltou a desempenhar o papel de compositor e suprvisor dos temas musicais, desta vez com a parceria de Joseph Trapanese.
Os produtore executivos desta temporada são os mesmos da anterior, Safran, Mark Gordon, Robert Partner, Nicholas Pepper e Jorge Zamacona. Tem apenas um único produtor que é Cherien Dabis.

## Elenco e personagens

### Escolha do elenco

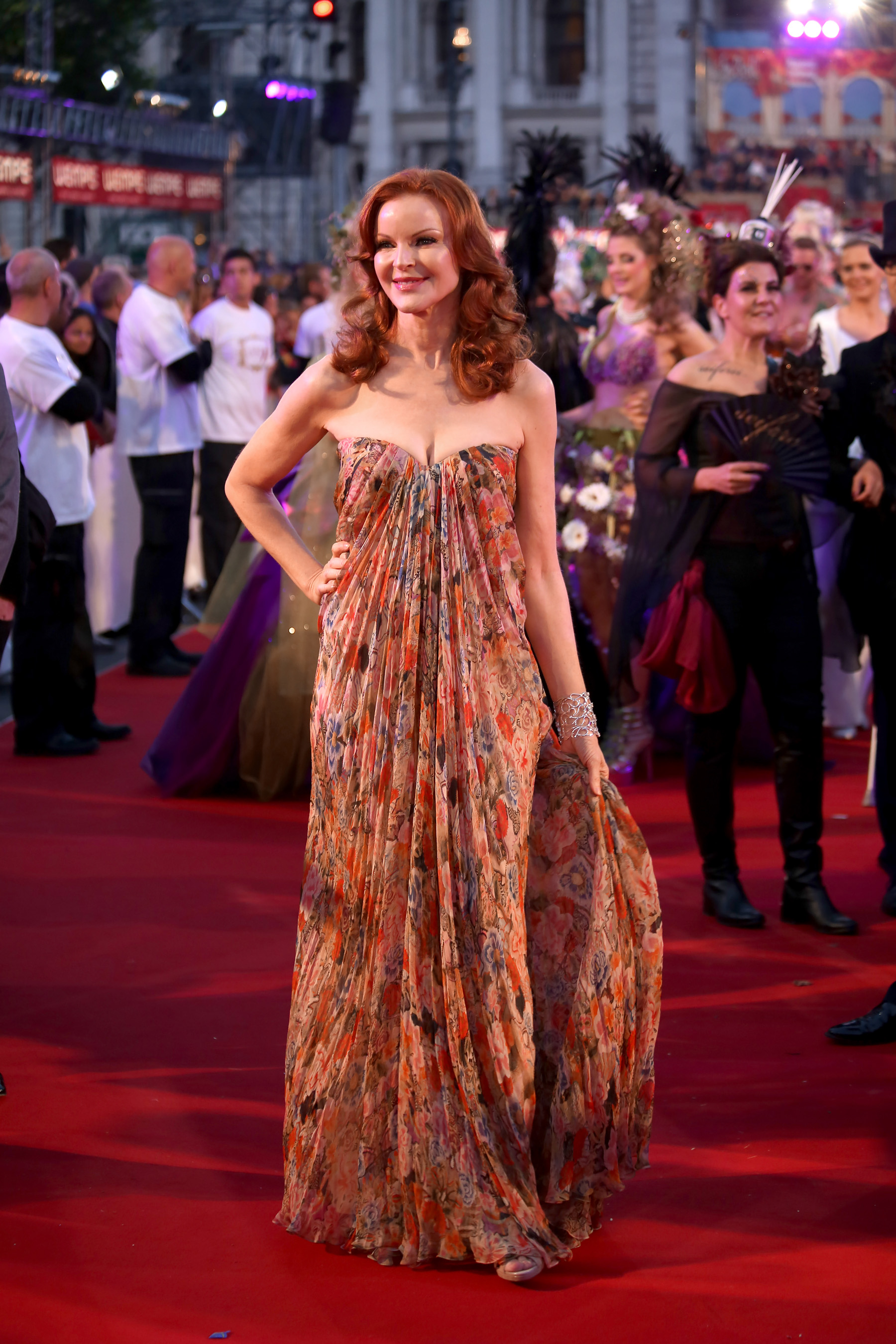
Nesta temporada Marcia Cross voltou a interpretar Claire Haas.

Depois do final de primeira temporada da série, Safran confirmou que todos regulares da temporada anterior voltariam. Safran também expressou o interesse em trazer de volta a personagem da Cross a Claire Haas; ele achou que seria interessante mover a sua narrativa em diante. No principio do mês de Junho de 2016, Russell Tovey entrou no elenco série como um regular, para interpretar Harry Doyle, um agente do MI6. No mês seguinte, Blair Underwood entrou no elenco regular da série, para interpretar Owen Hall, um oficial de CIA. Pearl Thusi foi escolhida para o elenco regular, no papel de Dayana Mampasi, uma advogada do tipo A "motivada e disciplinada. Foi anunciado que Aarón Díaz foi escolhido para o elenco recorrente, interpretando León Velez, um fotojornalista.

Todos os membros do elenco regular da primeira temporada de regressaram para a segunda temporada, com a excepção de Josh Hopkins, Tate Ellington e Anabelle Acosta, porque as suas personagens estão mortas.

Depois da escolha do Díaz, foi reportado que Tracy Ifeachor e David Lim foram escolhidos para os papeis recorrentes como Lydia Hall e Sebastian Chen. Mais tarde em Julho de 2016, Henry Czerny, que interpretou o director da CIA Matthew Keyes no final da primeira temporada, foi escolhido no papel recorrente do mesmo personagem. Safran revelou que será importante para à narrativa da segunda temporada. A escolha de Hunter Parrish e Krysta Rodriguez nos papeis recorrentes de Clay Haas e Maxine Griffin, respectivamente, foi anunciada no principio de 2017. Em Março de 2017, foi anunciado que o super-modelo espanhol Jon Kortajarena entraria no elenco como Felix Cordova, um operativo politico.
| - Priyanka Chopra como Alex Parrish - Jake McLaughlin como Ryan Booth - Aunjanue Ellis como Miranda Shaw - Yasmine Al Massri como Nimah e Raina Amin - Johanna Braddy como Shelby Wyatt - Russell Tovey como Harry Doyle - Pearl Thusi como Dayana Mampasi - Blair Underwood como Owen Hall | - Henry Czerny como Matthew Keyes - Aarón Díaz como León Velez - Tracy Ifeachor como Lydia Hall - David Lim como Sebastian Chen - Jay Armstrong Johnson como Will Olsen - Graham Rogers como Caleb Haas - Heléne Yorke como Leigh Davis - Marcia Cross como Claire Haas - Hunter Parrish como Clay Haas - Krysta Rodriguez como Maxine Griffin - Karolina Wydra como Sasha Barinov - Jon Kortajarena como Felix Cordova - Dennis Boutsikaris como Henry Roarke | - Eliza Coupe como Hannah Wyland - Nolan Gerard Funk como Daniel Sharp - Laila Robins como General Katherine Richards - David Call como Jeremy Miller - Donna Murphy como Rebecca Sherman - Li Jun Li como Iris Chang - Lara Pulver como Charlotte Bishop - Javier Muñoz como Gabriel Carrera |  |

## Repercussão

### Análises da crítica

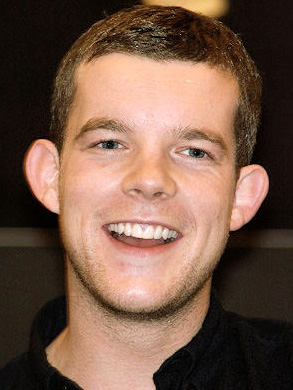
Russell Tovey interpretou Harry Doyle, um agente do MI6.

| Críticas profissionais | Críticas profissionais |
| Avaliações da crítica  | Avaliações da crítica  |
| Fonte                  | Avaliação              |
| ---------------------- | ---------------------- |
| Screener               | [ 23 ]                 |
| TV Fanatic             | negativas              |
| Entertainment Weekly   | positivas              |
| New York Magazine      | [ 26 ] [ 27 ]          |

A segunda temporada foi bem recebida pelos críticos especialista em televisão. Jasef Wisener do Screener deu uma avaliação de três estrelas e meio, e escreveu que isto prepara a sua temporada segundanista "efectivamente". Nas recepções negativas estão incluídos Allison Nichols da TV Fanatic, que criticou o primeiro episódio por causa dos "saltos de tempo confusos" e do "centro geral das narrativas". Os episódios exibidos depois do final do inverno, quando a narrativa da série mudou para uma única linha de tempo, recebeu vários elogios pelo críticos, como Madison Vain da Entertainment Weekly e Kelsey McKinney da New York Magazine, elogiaram principalmente no seu foco no desenvolvimento das personagens. Neste ultimo pensamento a série encontrou finalmente a sua rotina e escrevendo, "pela primeira vez desde a primeira temporada parece que, Quantico actualmente sabe onde está centrada. Isto é, completamente um desenvolvimento bem vindo, e o novo encontro de confiança ... faz Quantico uma série mais agradável de se assistir." Numa avaliação completa de cinco estrelas pelo décimo-sexto episódio, McKinney escreveu, "a série é mais agarrada e ainda mais com as emoções que fazem de todos nós humanos, não apenas os únicos que dirigem a historia em diante". O enredo da série envolvendo o cenário da vida politica corrente como o Registo de Muçulmanos e o movimento As Vidas Negras Importam também foram muito elogiadas.

### Audiência
A temporada estreou na noite de 25 de Setembro de 2016, e atraiu 3.64 milhões de telespectadores, e teve como valor de audiência de 1.0 no perfil demográfico de telespectadores entre os adultos dos 18 e 49 anos de idade; enquanto que o final atraiu 2.72 milhões de telespectadores com um valor de audiência de 0.6 no perfil demográfico de telespectadores entre os adultos dos 18 e 49 anos de idade. Com alguns episódios da temporada, as audiências começaram abaixo dos 3 milhões de telespectadores. Depois de seu hiato, a série foi movida para as Segundas Feiras às 10:00 p.m. desde a noite de 23 de Janeiro de 2017, no horário onde continuou a ser transmitido o resto da temporada. No geral, a segunda temporada atraiu 4.53 milhões de telespectadores com um valor de audiência de 1.3 entre os adulto dos 18 à 49.

### Prémios e nomeações
A segunda temporada foi nomeada para dois People's Choice Awards na cerimonia de 2017, abrangendo as seguintes categorias: Drama de TV Favorita na Rede e de Actriz Favorita numa Série de TV de Drama, que foi recebido por Chopra no final.

## Episódios
| N.º na série | N.º na temp. | Título         | Dirigido por       | Escrito por                       | Exibição original       | Audiência U.S. (milhões) |
| --- | ------------ | -------------- | ------------------ | --------------------------------- | ----------------------- | ------------------------ |
| 23 | 1            | "Kudove"       | Patrick Norris     | Joshua Safran & Logan Slakter     | 25 de setembro de 2016  | 3.64                     |
| Enquanto caminhava pela Cidade de Nova Iorque, Alex suspeita do comportamento de algumas Vans brancas. Ela liga para Shelby para examinar a foto de alguém que ela acreditado ter matado meses antes. As vans andam em formação e explodem nas intersecções, bloqueando Distrito Financeiro na Baixa de Manhattan e insolando todos dentro da mesma. Ryan e a Raina estão no Federal Hall National Memorial para a reunião de cúpula do G-20, que é alvo de um grupo terrorista que se denomina a si próprio "Frente de Libertação Cidadã" (FLC). A Alex se infiltra no edifício para descobrir que está por de trás do ataque terrorista. Depois das exigências dos terroristas os reféns são separados e a Primeira-dama dos Estados Unidos é decapitada. Nos flashbacks, a Alex começou a trabalhar na CIA como; ela está trabalhando para o FBI dentro da CIA. Ela é levada para para o campo de treino da CIA chamado a "Quinta", ela encontra o Ryan que também foi recrutado pela CIA. Durante o primeiro exercício de treino, Alex tenta ser uma heroína mas as suas acções falham no mundo CIA a missão vem sempre em primeiro. |              |                |                    |                                   |                         |                          |
| 24 | 2            | "Lipstick"     | Patrick Norris     | Cami Delavigne                    | 2 de outubro de 2016    | 3.57                     |
| Na segunda semana na Quinta, os recrutas da CIA estão aprendendo como evitar a vigilância. O Ryan é secretamente seguido pelo instrutor geral da Quinta, Owen. Alex, é o alvo do exercício mas falha ao tentar descobrir o seu vigiador. Depois disso, Owen e a sua filha Lydia, que é também uma instrutora, elogiam a Alex e Ryan pelo seu trabalho. Na linha de tempo do presente, depois de noticiar que a FLC substituíram alguns dos reféns pelos terroristas infiltrados, Raina tenta identifica-los a ferir os indivíduos mascarados nos pulsos. Enquanto isso, a Alex, consegue a ajuda de um policial que ela conhece antes, encontra um bunker da Policia de Nova Iorque por baixo do Federal Hall antes dele se sacrificar para salvar Alex. Ela liga a Miranda com sucesso, que envia uma mensagem a um dos terrorista, dizendo que a Alex está dentro do edifício. |              |                |                    |                                   |                         |                          |
| 25 | 3            | "Stescalade"   | Jennifer Lynch     | Beth Schacter                     | 16 de outubro de 2016   | 3.04                     |
| Depois do plano da Raina falhar, Ryan tenta fazer uma diversão envolvendo Harry Doyle, seu antigo colega na Quinta. Este plano também falha, comprometendo Alex e Ryan. Ryan ela é levado pelos terrorista. Alex luta e mata um dos terrorista e atira o corpo no edifício com uma mensagem para os terroristas. Enquanto isso, continua em contacto com os terroristas, suspeitas sobre a facção que a Alex e o Ryan investigaram na Quinta chamado "AIC" está por de trás do ataque. Nos flashbacks da Quinta, Alex e Ryan cooperam com os seus responsáveis, Shelby e a Nimah colocam uma escuta no quarto de um dos recrutas. A escuta recorda apenas interferência por causa da escuta de mais alguém, que conhece os seus planos, depois plantaram outra escuta. Mais tarde, Harry, numa tentativa de descobrir mais sobre a Alex, e usa uma identidade falsa para se encontrar com Will Olsen um dos colegas do FBI da Alex. |              |                |                    |                                   |                         |                          |
| 26 | 4            | "Kubark"       | Steve Robin        | Jordon Nardino                    | 23 de outubro de 2016   | 2.79                     |
| A FLC faz uma oferta decide trocar 1.700 reféns pelo hacker perdoado na estreia da série. Alex tenta persuadir Raina para entregar uma mensagem para Miranda. Shelby tenta dizer ao FBI para não aceitar a troca, mas ele aceitam a troca por ordem da Miranda. Raina tenta dar para Miranda a mensagem da Alex, mas Miranda finge não perceber a mensagem, e a Alex tenta parar a troca mas sem sucesso. Shelby recebe uma mensagem do hacker a dizer que a Miranda é "uma deles". O hacker decide não seguir as ordens dos terroristas e mata-se. Nos flashbacks, os recrutas aprendem a lidar com o stress e a reduzir as suas batidas cardíacas enquanto enfrentam as suas fraquezas. Alex e o Ryan decidem clonar o telemóvel do Owen, que está a gravar os níveis de stress dos recrutas. A CIA acredita que a fraqueza do Ryan é a autoridade. Ryan diz para a Alex que ela é a sua fraqueza. Os dados clonados do telemóvel do Owen mostram que a Leigh teve um grande nível de stress quando o Ryan a perguntou algo relacionado com a vigilância, sugerindo que ela talvez plantou a escuta. |              |                |                    |                                   |                         |                          |
| 27 | 5            | "Kmforget"     | Jennifer Lynch     | Cameron Litvack                   | 30 de outubro de 2016   | 2.43                     |
| Alex escapa do terroristas e encontra Lydia, que fugiu também. Miranda fica a saber que o hacker morreu e manda Shelby encontrar Will quem pode hackear computadores para descobrir o que os terroristas planeiam. Shelby continua desconfiada de Miranda e avisa Will sobre ela, mas o Will a convence que ela é inocente . Will liga Miranda e diz para ela que ele conhece os seus segredos. Nos flashbacks da Quinta, os recrutas aprendem como escapar de uma sena de crime sem deixar provas sabendo que já avisaram as autoridades sobre o acontecido. a Alex tem sucesso em culpar Harry pelo crime. Pensando que eles se livraram do Harry, o mesmo volta para a Quinta e diz que é um espião do MI6 que pós as escutas nos quartos da Alex e do Ryan. Owen apanha o jornalista que tornou o seu nome público como espião. Shelby e o outro recruta da CIA se encontram por acaso. |              |                |                    |                                   |                         |                          |
| 28 | 6            | "Aquiline"     | Hanelle Culpepper  | Jorge Zamacona                    | 6 de novembro de 2016   | 2.20                     |
| Lydia diz para Alex que a FLC está a procura de uns Discos Rígidos que contém informações valiosas, mas precisa-se de um hacker para a desencriptar. Alex e a Lydia encontram os Discos; Alex acha que eles deve ser destruídos, mas a Lydia a impede e lutam mas a Lydia vence e leva os discos, e a deixa amarrada, e liga o alarme. Raina regressa ao lado de outros reféns. Juntos com Dayana, Leigh, Harry, León, e o Sebastian, eles tentas descobrir o que os liga a todos. A FLC mata a Leigh publicamente depois de descobrir uma falha nas informações que ela deu durante o interrogatório. A Raina atual a Nimah; a verdadeira Raina está presa numa sala. Nos flashbacks da Quinta, os recruta recebem informações não exatas, mas discutem a decisão de usar um drone para matar um potencial terrorista. Todos excepto a Alex concordam usar o drone. Owen inicia o ataque, dizendo que os dados estão correctos. Harry continua a querer saber porque o Ryan está infiltrado lá. Nimah descobre que a Shelby tem estada muito próxima do León e sugere que ela talvez devesse se infiltrar. |              |                |                    |                                   |                         |                          |
| 29 | 7            | "Lcflutter"    | Steve Robin        | Gideon Yago                       | 13 de novembro de 2016  | 2.75                     |
| Alex se liberta e encontra um numero de telefone de um dos terroristas para fora, que é a Miranda. Alex diz para a Shelby os seis primeiros dígitos, mas é apanhada pelos terroristas, e a perguntam pelos discos. Eles trazem Dayana para a torturarem e quase quebram a sua medula espinal, Alex diz que a Lydia está com os discos e eles a deixam para encontrar a Lydia. Harry, Sebastian, e o León resgatam Alex e a Dayana. Enquanto isso,a Vice Presidente Claire fez o juramento para Presidente, invocando a 25.ª Emenda. Nos flashbacks da Quinta, Owen ensina aos recrutas técnicas de interrogações a torturarem no para extrair o seu nome falso da CIA. Alex e o Harry acham que eles estão indo longe demais a torturem a Lydia para dar o seu nome mas os outros recrutas não concordam e continuam e começam o Afogamento simulado em Lydia em frente do Owen e ele desiste e dá o nome. Alex se sente afastada da missão do FBI quando os seus colegas se encontram sem ela. Shelby terá de escolher entre se infiltrar e perder León outra vez. Um telefone toca, Ryan, que estava inconsciente fora da Quinta acorda e atende uma voz desconhecida diz para ele foi seleccionado e para não perder o telemóvel. |              |                |                    |                                   |                         |                          |
| 30 | 8            | "Odenvy"       | Reza Tabrizi       | Justin Brenneman                  | 27 de novembro de 2016  | 2.29                     |
| Com a ajuda dos seus ex-colegas, a Alex planeia destruir o agente biológico que a FLC está usando para ameaçar usar na Cidade de Nova Iorque. Uma general do Comando Norte dos Estados Unidos diz para Miranda e a Shelby sobre um plano de ataque á 28 Liberty Street, a localização da FLC e dos reféns. Miranda e a Shelby se opõem ao plano. Nos flashbacks, os recrutas são permitidos sair da Quinta para o Dia de Ação de Graças se criarem uma história falsa para proteger os seus amados. A Alex é tirada oficialmente da missão do FBI e ela continua sozinha. Ryan, Dayana, e o León recebem ordens de pelo mesmo contacto misterioso, criando a morte de um inocente. A missão deles é um sucesso, e para o aviso deles; o contacto diz que se eles o traírem as suas vidas seriam arruinadas. No presente, Alex e o Sebastian encontram o agente biológico e descobre que este vai ser apenas usada na zona da crise. Depois dos outros se juntarem a ela a FLC os captura a todos. Levada separadamente dos outros ela luta com o terrorista e descobre que é o Ryan, Ryan a tira do perímetro. |              |                |                    |                                   |                         |                          |
| 31 | 9            | "Cleopatra"    | Gideon Raff        | Marisha Mukerjee                  | 23 de janeiro de 2017   | 2.90                     |
| A Alex é levada de volta para o Quartel-General do FBI, onde ela é interrogada pela Hannah Wyland sobre o seu envolvimento na crise de reféns. Ela conta para Hannah sobre o seu tempo na Quinta, e ela também fala que Harry, Leon, Dayana, e o Sebastien continuam dentro da zona da crise e que cada um deles pode ser um terrorista. Hannah recusa-se a acreditar na Alex até que ela diz que o Ryan é um terrorista. Hannah pede para Shelby revisar a gravação da interrogação para encontrar evidencias que apoiem a historia da Alex. Shelby descobre que os terroristas não são a AIC mais estão caçando a AIC. Ela descobre também que a Dayana e o Mike Murray, que foi morto quando a Alex estava sendo interrogada pelos terroristas, eram agentes da AIC que mataram um operativo da CIA em Surabaya. Hannah e a Shelby deixam Alex sozinha na sala, de onde Miranda a leva para um carro apontada com uma arma. Ela diz para Alex que é uma terrorista e a manda conduzir o carro. |              |                |                    |                                   |                         |                          |
| 32 | 10           | "Jmpalm"       | David McWhirter    | Braden Marks                      | 30 de janeiro de 2017   | 2.76                     |
| Miranda leva a Alex de volta para a zona de crise, onde elas encontram a Nimah. Miranda manda Alex encontrar a Lydia e os discos, ela e a Nimah concordam que os reféns devem ser resgatados. A Presidente Claire Haas revela que ela criou a AIC sem querer e quer cancelar o ataque aéreo planeado neles alegou para a Shelby que a AIC é falsa. Shelby recusa-se e convence a Presidente a cancelar o ataque . Nos flashbacks da Quinta, Harry coloca Alex e Ryan um contra o outro porque Alex disse para Ryan que ela tem o seu próprio de telefone da AIC, e Miranda acha que a Alex pode vir a ser um obstáculo. Depois descobrir sobre a AIC do Ryan, Owen conversa com a Alex e ele revela que não é o recrutador. Leon encontra o abrigo da Shelby; ele sabe que ela é do FBI. Leon se oferece para trabalhar com o FBI e Nimah considera isso. Mais tarde, Dayana, Leon, e o Ryan encontram-se com os outros recrutas, bem como o seu recrutador a Lydia, ela diz para Ryan que a Alex não foi selecionada. |              |                |                    |                                   |                         |                          |
| 33 | 11           | "Zrtorch"      | Kenneth Fink       | Logan Slakter                     | 6 de fevereiro de 2017  | 2.68                     |
| Na Quinta, Alex tenta persuadir Owen que a Lydia é um membro da AIC. Nimah diz para Leon se aproximar da Dayana para que eles possam ter informações da AIC. Owen ensina para os recrutas como extrair um ativo. Os recrutas vistam a Alemanha para um exercício de extrair e colectar informações de um ativo. O ativo é o Owen, quem a Alex trabalha para proteger e extrair. Leon e a Dayana recebem uma missão da AIC que era matar uma mulher que eles não conhecem; Leon impede Dayana de matar ela. De volta para a Quinta, Owen da para Alex uma lista de E-mails enviados para a Lydia, provando que ela é uma agente da AIC. No presente, Will, Ryan, e os membros da LFC interrogam os reféns até que Will e o Ryan os impedem. Alex regressa para o edifício para resgatar Raina e eles, Will, e o Ryan começam a dirigir os reféns para a saída. Como eles estão saindo do edifício, Alex é notificada que estão mais reféns lá dentro. Will explica que depois da FLC saber que a interrogação terminou, eles se esconderam entre os reféns. |              |                |                    |                                   |                         |                          |
| 34 | 12           | "Fallenoracle" | Ralph Hemecker     | Jordon Nardino & Justin Brenneman | 13 de fevereiro de 2017 | 2.43                     |
| Enquanto escoltam os reféns no subsolo, Alex e o Will encontram um homem morto e o outro desaparecido. O homem morto era membro da FLC Will acha que foi morto pelo agente da AIC desaparecido. Eles descobre que Carly, a esposa do Sebastian, é um membro da AIC; Carly segura Harry apontando-lhe uma arma e diz que o matará a menos que a Alex entregue o Will. Sebastian e a Carly disparam um contra o outro; Carly more e o Sebastian fica ferido. O FBI localiza um grupo de reféns se aproximando do perímetro. Will e a Dayana estão desaparecidos. Alex encontra Lydia que escondeu os discos. Nos flashbacks da Quinta, Owen manda os recrutas para o edifício da NSA. Lydia da para o Ryan uma missão da AIC para plantar um grampeador na NSA. Alex pede para o Harry a cobrir para ela poder investigar a missão do Ryan na NSA. Na troca a Alex da para Harry informações vitais sobre o britânico Sir Laurence Bishop. Alex encontra um grampeador e coloca-lhe um localizador. Os recrutas excepto o Leon saem do edifico. Alex e Owen localizam o grampo até um armazém. Quando eles deixam o armazém, alguém entra lá, e o armazém explode. Elliot, o antigo namorado do Harry, se suicidou alguns anos antes. O Leon é expulso da Quinta. |              |                |                    |                                   |                         |                          |
| 35 | 13           | "Epicshelter"  | Constantine Makris | Beth Schacter & Marisha Mukerjee  | 20 de fevereiro de 2017 | 2.47                     |
| Nos flashbacks da Quinta, Harry não consegue informações incriminando o Sir Laurence Bishop. Harry decide deixar mas a sua responsável discorda. Miranda diz para o Ryan sair da Quinta. O FBI começa a investigar a morte de Jeremy Miller, quem o FBI o liga até ao grampo pertencente CIA. Sebastian da a informação sobre o Sir Laurence Bishop ao Diretor Keyes. Harry é expulso da Quinta e anuncia que ele é um agente do MI6. Owen leva a responsabilidade pelo grampo e é preso. Lydia expulsa Alex da Quinta. No presente, Lydia leva a Alex, o Ryan e o León para encontrar a Dayana, o Will e os discos. A Alex encontra a Dayana destruindo os discos, mas alguém atira nas costas da Alex e fica inconsciente. Depois ela acorda encontra o Will inconsciente e os discos que faltavam. Shelby está interrogando a Miranda e a Nimah. E o Jeremy Miller falsificou a sua morte. Os instrutores da CIA formaram um grupo— a FLC—para parar a AIC. A FLC recrutou a Miranda e descobriram que a Primeira Dama estava envolvida com a AIC. A Alex encontra a Lydia descarregando as informações dos discos. Dois meses depois, a Alex, a Dayana, a Nimah, a Shelby, e o Ryan sao chamados pelo Diretor da CIA Mattew Keyes e a Presidente Claire, que dizem para eles que a AIC faz parte de algo ainda mais maior e que eles tem de se juntar e criar a Forca Tarefa Conjunta e Secreta. |              |                |                    |                                   |                         |                          |
| 36 | 14           | "Lnwilt"       | Norman Buckley     | Joshua Safran & Gideon Yago       | 20 de março de 2017     | 3.31                     |
| A equipa descobre que vao ser liderados pelo Diretor Keyes, Owen, e pelo filho da Presidente, Clay Haas. Eles também descobrem que os dados que a Lydia descarregou foram acessados recentemente para estudar a segurança e o padrão de manutenção de aviões de carga. Depois de um avião despenhar-se em Kentucky, uma empresa chamada GIP lucrou depois da venda a descoberto do avião de carga. A equipa vai para uma festa da GIP para encontrar quem está envolvido no despenhamento do avião, mas descobre a meta da GIP foi um esquema Ponzi. A Alex é quase apanhada a espiar mas é salva pelo Harry, que foi despedido do MI6, como um trabalhador da GIP tentando descobrir informações para ele próprio. A Alex, com a ajuda do Harry, descobrem que uma empresa chamada de ENGIN lucrou também com o despenhamento e pelos outros ataques. León, está convencido que alguém está seguindo ele, e encontra-se com a Alex e com a Dayana, que acreditam que eles está paranóico. Depois do seu encontro ele é raptado. |              |                |                    |                                   |                         |                          |
| 37 | 15           | "Mockingbird"  | Patrick Norris     | Cameron Litvack & Cami Delavigne  | 27 de março de 2017     | 3.15                     |
| A cache de dados descarregadas por Lydia é acessada para obter informações sobre os protocolos dos serviços de emergência, e sao usadas para plantar uma falsa explosão química na Cidade de Virgínia. A equipa descobre que uma empresa militar privada Greypool contratou um trol da Internet para criar uma falsa explosão, o que Greypool usa para evacuar a cidade e procurar um guru da média, Mallory Haynes, que foi contratado pelo Senador dos Estados Unidos para criar uma noticia falsa. Nimah localiza a cache até Henry Roarke, o Presidente da Câmara dos Representantes dos Estados Unidos. Enquanto isso, Ryan negocia com uma jornalista, Sasha Barinov, que a ameaça expo-la como uma agente do governo a menos que ela publica-se uma historia que ele mesmo a entrega. León aparece morto. |              |                |                    |                                   |                         |                          |
| 38 | 16           | "Mktopaz"      | Constantine Makris | Jon Derengowski & Sara Miller     | 3 de abril de 2017      | 2.96                     |
| A equipa encontra um dos colaboradores que acessou a cache, a socialite Rebecca Sherman, que pede a ajuda da equipe. Um sniper mata ela e o outro colaborador, Thomas Roth. Harry, que tinha sido aceite na equipe para está missão, procura pelo sniper e encontra o Sebastian, que força o Harry a sair da equipe apontando-lhe uma arma. A noiva do Clay, Maxine Griffin, fica triste porque os preparativos do seu casamento é usado como frente para apanhar Rebecca; Shelby o avisa para ficar com ela, quando ele começou a ficar atraído por Shelby. Nimah tenta ligar Raina mas, esta não atende. A Raina volta para a sua e encontra evidências plantadas culpando ela de terrorista, e depois é raptada. Nimah confronta Ryan por ter revelado o esquema de Ponzi para a Sasha, que publicou a história. |              |                |                    |                                   |                         |                          |
| 39 | 17           | "Odyoke"       | Steve Robin        | Jordon Nardino                    | 10 de abril de 2017     | 2.57                     |
| Um centro comercial é alvo de um ataque terrorista, pelo qual querem culpar Raina. Raina escapa dos seus raptores e pede a ajuda da Alex. O ataque terrorista ocorrem pouco tempo antes da votação de uma lei de registação de muçulmanos; a eqipe vai para Washington, D.C. E tenta persuadir os votantes a votar contra. Eles falham e a nova lei é passada, mas a Presidente Haas veta. A equipa descobre que os colaboradores queriam que a Presidente veta-se, fazendo com que todos os ataques futuros "sua culpa" e ajudando Henry Roarke a se tornar Presidente. Nimah faz com que Raina fosse presa, trocando de lugar com ela. A Alex e o Owen tentam tirar informações de um dos raptores de Raina, mas ele é morto antes que conseguissem tirar qualquer informação. Ryan que se tornou próximo de Sasha, descobre que o FBI a marcou como uma ativa da FSB. |              |                |                    |                                   |                         |                          |
| 40 | 18           | "Kumonk"       | David McWhirter    | Justin Brenneman                  | 17 de abril de 2017     | 2.76                     |
| Uma série de distúrbios civis ocorre nos Estados Unidos, o que pode ajudar Roarke comprovar a sua reputação e destruir a Presidente Haas, favorecendo o seu desejo de ser Presidente. Clay acredita que a equipa vai perder, e vai ter com sua mãe para acabar com a equipa. Com a saída do Clay, a Alex toma a liderança da equipe. A equipa encontra um processo envolvido com um projeto de lei que a Presidente passou e faz com que o processo seja comprometido pelos colaboradores do Roarke. O júri passa o veredito, causando um tumulto fora do tribunal. Sebastian entra no bunker mas é apanhado pelo Owen e pelo Ryan. Sebastian revela que ele tem estado a investigar o grupo do Roarke e identificar o resto dos colaboradores. Ryan continua desconfiado de Sasha; Sasha diz para ele que estão do mesmo lado e vai embora. Quando o Ryan ia falar com Sasha o carro dela explode quando ela entra dentro dele. |              |                |                    |                                   |                         |                          |
| 41 | 19           | "Mhorder"      | Jennifer Lynch     | Logan Slakter & Gideon Yago       | 24 de abril de 2017     | 2.59                     |
| A equipe planeia reunir os colaboradores numa sala à envia-los um convite Presidencial para a festa de noivado do Clay e da Maxine como meio de vira todos eles contra Roarke e os outros. Quando os outros falham, Ryan apanha Alice Winter através de uma escuta ao confessar que matou León e a Sasha, e parece cooperar no início. Alex acha que é uma armadilha, mas o resto da equipe inclusive Ryan decidem continuar. Owen sugere que para apanhar um colaborador, Ryan deve ir para o lado deles. Ryan vai se encontrar com a Alice Winter mas encontra um jornalista, que o grava com o seu telemóvel. No dia seguinte, a noticias a dizer que a operações da CIA em solo americano, mostrando o video do Ryan, e ameaçando a Presidência Haas. Alex apaga todos os ficheiros dos colaboradores e vai encontra-los. |              |                |                    |                                   |                         |                          |
| 42 | 20           | "GlobalReach"  | Cherien Dabis      | Beth Schacter                     | 1 de maio de 2017       | 2.65                     |
| Roarke usa as notícias para levar Claire Haas à destituição do seu cargo de presidente. Clay e a equipe, sem a Alex e Owen, tentam encontrar informações sobre Roarke que o impeçam de se tornar presidente. Raina procura a ajuda de Felix para conseguir encontrar a Nimah. Clay e Shelby falham ao tentar falsificar e-mail, dizendo que Roarke estava a trabalhar com a Rússia através do telemóvel de Felix. Felix demite-se e corta relações com Clay. A Alex trabalha com Alice Winter para forçar Keyes a demitir-se da CIA. Enquanto conversam com o FBI, a Alex apercebe-se de que Alice contrabandeou uma garrafa de água que continha veneno para matar os agentes que investigavam a Presidente Haas. Haas demite-se do cargo de presidente, mas diz a Alex para continuar a lutar. |              |                |                    |                                   |                         |                          |
| 43 | 21           | "Rainbow"      | Patrick Norris     | Cameron Litvack                   | 8 de maio de 2017       | 2.54                     |
| Roark assina 30 ordens exclusivas em cinco dias e remove a ficha de Lydia da internet, o que faz com que Owen se aperceba que os colaboradores estão na corda bamba. Sem o Clay, a Alex pede a ajuda de Will, Miranda e Keyes para descobrir o plano de Roark. O Will descobre que a ENGIN fez lucros com os sistemas Avionics que desde então foram adicionados a vários aviões. A equipa descobre um código secreto que permite que um avião seja controlado remotamente por um telemóvel. Eles descobrem o plano de Roark; em cada um dos voos há uma pessoa no Ato de Registro Muçulmano como telemóveis que contém a aplicação, e que, quando conectado ao wi-fi do avião, permitirá aos colaboradores controlar e fazer o avião despenhar-se. A Alex dirige-se a Alice para encontrar os voos, enquanto a Shelby, com o sacrifício de Rayna, encontra o Clay, para aprender sobre os códigos de aterragem de emergência FAA. A equipa consegue salvar os voos, mas Roarke usa o sucesso deles como exemplo: ele anuncia que a sua operação foi sancionada e usa-a para solicitar uma nova Convenção Constitucional para reescrever a Constituição dos E.U.A.. |              |                |                    |                                   |                         |                          |
| 44 | 22           | "Resistance"   | Jim McKay          | Joshua Safran                     | 15 de maio de 2017      | 2.72                     |
| Dias antes da Convenção, a equipa começa a examinar a staff para a nova agência de governo de Roarke, e, ao mesmo tempo, tentam, secretamente, impedir Roarke de obter os votos necessários para a realização da Convenção. O plano da equipa é despistado por microfones ocultos. Com a ajuda de Will e Iris Chang, eles decidem usar uma aproximação indireta. Will e Iris vão buscar Peter Theo a um bar e localizam evidências que incriminam Roarke para a FSB, dizendo que não as expõem se, em troca, Roarke alterar a nova Constituição. Na Convenção, a conversa de Roarke e da FSB é gravada. Alex emite, publicamente, a gravação e envia e-mails à ACLU e outras organizações, antes de fingirem a sua própria morte. Miranda é presa por fomentar a falsa morte de Alex e Roarke, sem coragem de enfrentar a imprensa e a polícia, suicida-se. Dois meses depois, o resto da equipa - incluindo Maxine, Raina e Nimah - estão a celebrar no bunker. Ryan está ausente, tendo-se juntado a Alex no avião em que desapareceu. |              |                |                    |                                   |                         |                          |

## Ligações Externas
- «Sítio oficial»
- Quantico. no IMDb.
- Quantico (2.ª temporada) (em inglês) na TV Guide